# Estadio de Penvillers
El Stade de Penvillers o Estadio de Penvillers es un estadio omnisport ubicado en Quimper en el departamento de Finisterre. El estadio lleva el nombre del distrito donde se encuentra el estadio.

## Historia del estadio
El estadio se inaugura en 1968, despuès 5 años de construcción. En 1973, el estadio acoge la final alguno Copa Gambardella, pasa el AS Brestoise y el Stade Rennes Football Club. En 1976, se instala un techo encima la tribuna metálico. En 1979, 20 020 espectadores será al estadio para el partido pasa Saint-Pol de Léon y el Association Sportive de Saint-Étienne. En 1986, una tribuna metálico se instala al lado de la otra tribuna metálico. Las tribunas metálicos han sido desmantelados desde su instalación. Ahora, el estadio está en ruinas, una renovación comenzará a finales de 2021.